# United States Wrestling Association
A United States Wrestling Association (USWA) foi uma promoção independente de wrestling profissional estadunidense, com sede em Memphis, Tennessee, Estados Unidos. A USWA foi fundada pelo criador da Continental Wrestling Association (CWA), Jerry Jarrett, pai de Jeff Jarrett, vice-presidente da Total Nonstop Action Wrestling.
A USWA foi fundada após a separação da American Wrestling Association com Pro Wrestling USA. Em 1992, a USWA serviu como um território de "talentos" para a World Wrestling Federation. Acabou falindo pelas dívidas serem muito altas.
As atividades variavam entre Tennessee, Texas, Indiana, Arkansas, Missouri, Kentucky e Mississipi. Entre vários lutadores que passaram pela promoção destacam-se Jerry Lawler, Jeff Jarrett, Master of Pain/The Punisher, Sid Vicious, Doomsday, Flex Kavana, Terry Funk, Tom Prichard, B.G. James e Stone Cold Steve Austin.
A seguir, alguns dos wrestlers que foram para ECW, WWF, WCCW ou GWF: Owen Hart, Mr. Perfect, Razor Ramon, Randy Savage, Tommy Dreamer e Vince McMahon.

## Títulos
- USWA Unified World Heavyweight Championship[1]
- USWA Southern Heavyweight Championship[2]
- USWA Tag Team Championship[3]
- USWA Texas Heavyweight Championship[4]
- USWA Television Championship[5]
- USWA Women's Championship[6]
- USWA Junior Heavyweight Championship[7]
- USWA Middleweight Championship[8]